# Claude le Bas Goldney
Claude le Bas Goldney, britanski general, * 1887, † 1978.